# Kryzys konstytucyjny w Rosji (1993)

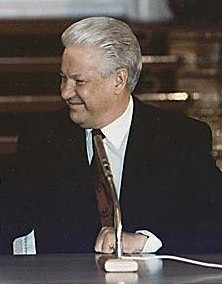
Borys Jelcyn, przywódca strony prezydenckiej

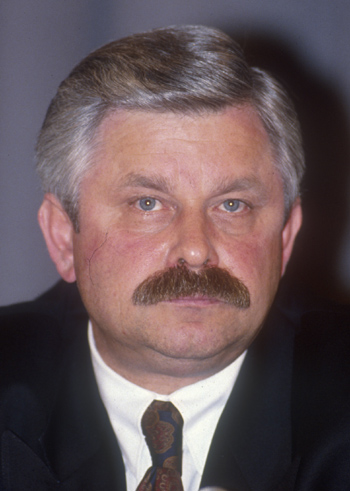
Aleksandr Ruckoj, przywódca strony parlamentarnej

Kryzys konstytucyjny w Rosji w 1993 r. (niekiedy przez zwolenników parlamentu określana mianem drugiej rewolucji październikowej) – napięcie polityczne w Federacji Rosyjskiej pomiędzy prezydentem a parlamentem, wynikające ze sporu o kształt ustrojowy państwa.

## Geneza kryzysu
W latach 90. XX wieku Rosję nękało wiele problemów. Rosło niezadowolenie obywateli spowodowane spadkiem jakości życia, wzrostem inflacji, szalejącą korupcją i przestępczością oraz istnieniem kasty ludzi, którzy za pomocą przekrętów wzbogacili się na konwersji państwa na kapitalizm kosztem obywateli. Rada Najwyższa (izba parlamentu mająca korzenie z czasów sowieckich) o taki stan rzeczy oskarżyła premiera Jegora Gajdara odpowiedzialnego za transformację gospodarczą. Był to początek rozłamu pomiędzy prezydentem Borysem Jelcynem i stojącym za nim rządem, a Radą Najwyższą, na czele której stał Rusłan Chasbułatow. Prezydent planował zreformować system tak, aby jak najwięcej władzy przypadło jego urzędowi. W tym celu w przemówieniu telewizyjnym przedstawił plan „specjalnej procedury zarządzania państwem”, który zakładał zastąpienie Rady Dumą Państwową (organ istniejący za czasów carskich) oraz nadaniem części jej uprawnień sobie. Trybunał Konstytucyjny Rosji orzekł, że tak daleko idące reformy są niezgodne z konstytucją. 25 kwietnia przeprowadzono referendum, w którym obywatele mieli odpowiedzieć na następujące pytania:
- Czy ufasz Prezydentowi Federacji Rosyjskiej Borysowi Jelcynowi? (58,7% na tak)
- Czy popierasz politykę społeczno-gospodarczą prowadzoną przez Prezydenta i Rząd Federacji Rosyjskiej? (53% na tak)
- Czy uważasz za konieczne przeprowadzenie przedterminowych wyborów prezydenckich? (49,5% na tak)
- Czy uważasz za konieczne przeprowadzenie przedterminowych wyborów Deputowanych ludowych Federacji Rosyjskiej? (67,2% na tak)[2]

Wyniki (oraz ich uznanie przez Komisję wyborczą) dały Jelcynowi zielone światło do wdrożenia reform. Kilka dni później w gazecie „Izwiestija” opublikowano projekt znowelizowanej konstytucji, która (jak się później okazało) różniła się od tej którą planował wprowadzić Prezydent. Jako że nie łamała ona aktualnego dokumentu w sposób rażący, konflikt na jakiś czas ucichł. 5 czerwca pracę rozpoczęła Konferencja Konstytucyjna.
Konflikt między obozem prezydenckim a Radą Najwyższą odżył 1 września. Wtedy to Jelcyn podpisał ukaz nr 1328 zawieszający w pełnieniu obowiązków wiceprezydenta Aleksandra Ruckoja, który wielokrotnie wcześniej negatywnie wyrażał się na temat polityki swojego przełożonego. Jako powód podano skłonności Ruckoja do korupcji (które, jak się potem okazało, zostały sfałszowane). Dwa dni później Rada Najwyższa zaskarżyła Jelcyna do Trybunału Konstytucyjnego, który zamierzał przeprowadzić śledztwo w tej sprawie. Do tego czasu dekret prezydencki został zawieszony.

## Początek kryzysu
Za właściwy początek kryzysu uznaje się datę 21 września. Wtedy to Jelcyn podpisał ukaz nr 1400 zakładający rozwiązanie Rady Najwyższej oraz przeprowadzenie w dniach 11–12 grudnia wyborów do nowo powstałej Dumy. Takie działanie zgodnie z art. 121 ówczesnej konstytucji automatycznie usuwało go z urzędu, jednak de facto wciąż to on rządził. Następnego dnia w budynku Rady Najwyższej (zwanym „Białym Domem” lub Izbą Sowietów) zaczęli się gromadzić ludzie niezadowoleni z poczynań Jelcyna. 23 września podczas protestów doszło do pierwszych ofiar – zwolennicy Rady zaatakowali kwaterę Połączonych Sił Zbrojnych WNP, podczas którego zginęły 2 osoby. Następnego dnia parlament ogłosił, że w związku z konstytucyjnym usunięciem prezydenta z urzędu jego obowiązki będzie pełnił Aleksandr Ruckoj (do czasu wyborów zaplanowanych najpóźniej na 1994 rok). Na przełomie września i października obie strony podpisywały dekrety w związku z zaistniałą sytuacją – Jelcyn powołał komisję ds. przeprowadzenia wyborów do Dumy, a Ruckoj rozkazał usunąć ze stanowiska premiera Wiktora Czernomyrdina. W tym czasie nic nie wskazywało na tragiczne wydarzenia, które miały mieć miejsce już niedługo. 28 września na stacji metra Barrikadnaja w wyniku starć zmarł mechanik Walentin Klimow. Był to tylko zwiastun krwawych wydarzeń, które dopiero będą miały miejsce w Moskwie w najbliższych dniach.

## Eskalacja
3 października odbyć się miał strajk generalny zwolenników konstytucji zaplanowany na godzinę 14.00, jednak już od 12.00 na Placu Kałużnym zaczęli gromadzić się członkowie antyjelcynowskiego Frontu Ocalenia Narodowego. Na 40 minut przed wiecem Ruckoj zasugerował swojemu współpracownikowi Wiktorowi Anpiłowowi odwołanie całego wydarzenia ze względu na otrzymanie informacji o możliwych prowokacjach ze strony służb, jednak zdecydowano, że na to jest już za późno.
O planowanej godzinie na placu pod pomnikiem Włodzimierza Lenina zebranych było co najmniej kilka tys. osób. W ostatniej chwili rada miejska Moskwy cofnęła wcześniej nadane pozwolenie na organizację protestu, przez co jednostki prewencji nakazały zgromadzonym rozejść się, na co jednak nie przystano. OMON zamykał kordonami wszystkie wejścia na plac, jednak liczba demonstrantów stale rosła. W tłumie rosło napięcie podsycane przez potyczki słowne ludzi z milicjantami oraz pamięć o wcześniejszym brutalnym działaniu OMON-u. Anpiłow, wbrew działaczom FON-u, podjął decyzję o skierowaniu ludzi do Domu Sowietów, na co przystała większość ludzi. Pochód zatrzymał się na Moście Krymskim, gdzie milicja z tarczami zablokowała przejście. Doszło do starcia, z którego zwycięsko wyszli protestujący. Podobne „zwycięstwa” na Placu Zubowskim oraz Smoleńskim dodały manifestantom animuszu i werwy. Policjanci wycofywali się porzucając swoje tarcze i pałki, które zabierał tłum. Po starciu obie strony miały rannych. O 14.30 zdymisjonowany przez Ruckoja gen. dyw. Władimir Pankratow nakazał umieścić w pobliżu Białego Domu transportery opancerzone. Na place zdobyte przez zwolenników Rady wysłano kilka ciężarówek z żołnierzami wojsk wewnętrznych, które jednak już po kilku minutach musiały się wycofać porzucając większość pojazdów. Około 15.00 Borys Jelcyn, dowiadując się o zamieszaniu w stolicy, poleciał śmigłowcem na Kreml. Kilkadziesiąt minut później doszło do starcia pod budynkiem moskiewskiego ratusza przy ul. Nowy Arbat. Policja używała strzelb KS-23 załadowanych granatami z gazem łzawiącym. Wtedy też demonstranci zaczęli wykazywać zachowania agresywne. Osoby na czele pochodu uzbrojone były w metalowe pręty i kamienie, którymi ciskano w stróżów prawa. Milicja po raz kolejny zmuszona była się wycofać, dzięki czemu tłumowi udało się zdobyć pojazd dowodzenia R-142M i rozebrać postawione wcześniej bariery.
W wyniku braku jakichkolwiek sukcesów w prewencyjnym przywracaniu porządku dowództwo OMON-u zezwoliło swoim funkcjonariuszom na otwarcie ognia z ostrej amunicji nad głowami tłumu z karabinków szturmowych oraz z WKM-u zamontowanego na stojącym obok BTR. Udało im się spowodować panikę i ucieczkę części demonstrantów, jednak były to efekty chwilowe. W tym samym czasie w innej części miasta protestujący przełamali kordon w pobliżu hotelu „Mir”. Ruckoj wszedł na częstotliwość milicyjnego radia i wezwał funkcjonariuszy, by nie używali broni. W Domu Sowietów pracę rozpoczęły punkty medyczne opatrujące rannych od ostrzału. Policjanci i żołnierze wojsk wewnętrznych wycofali się w pobliże ambasady USA.
Po godzinie 15 doszło do strzelaniny. Kilkunastu bojowników skrajnie prawicowej organizacji „Rosyjskie Zjednoczenie Narodowe”, stojącej po stronie Rady Najwyższej, uzbrojeni w karabinki zmagazynowane w Białym Domu, nawiązali walkę z Milicją ochraniającą urząd mera Moskwy. Nie wiadomo kto jako pierwszy oddał strzały, jednak sytuacja mocno eskalowała. W celu wsparcia, pod broń „powołano” także trzech członków straży mianowanego przez Ruckoja wiceministra obrony Albierta Makaszowa, a reszta demonstrantów przebiła się zdobycznymi ciężarówkami przez szklane drzwi budynku. Oddziały porządkowe ze strachu wycofały się z budynku, przez co przeszedł on w ręce zwolenników Rady Najwyższej. Po chwili zdobyto też hotel „Mir”, gdzie doszło linczu na jednym z żołnierzy. Po tych spektakularnych sukcesach na przemówienie wyszedł Aleksandr Ruckoj. Wezwał on swoich bojowników do szturmu na ratusz oraz na budynek telewizyjny „Ostankino”. Stojący obok Chasbułatow przeprowadził apel do żołnierzy, których wezwał do zaatakowania Kremla i uwięzienia Jelcyna w więzieniu Matrosskaja Tiszyna. Już wcześniej jedna jednostka wojskowa opowiedziała się po stronie Rady. Niejaki płk Wasiliew ogłosił, że on i jego 150 podkomendnych są lojalni wobec Ruckoja. Żołnierze jednak szybko ulotnili się z tego miejsca, rzekomo pod pretekstem uzupełnienia broni, lecz już nigdy nie wrócili.
Bezpośrednio po przemówieniu demonstranci zaczęli formować oddziały bojowe. O 16.00 przybyli pod budynek ratusza. Albiert Makaszow przez megafon wezwał będących wewnątrz milicjantów i żołnierzy do złożenia broni. Wtedy zaczęli oni jeden po drugim opuszczać pozycję, po czym ich zatrzymano i odesłano do Domu Sowietów. Wśród zatrzymanych znalazł się zdymisjonowany przez Ruckoja zastępca mera Moskwy Aleksandr Bragiński. Rozsiewane wszędzie plotki o rzekomym strzelaniu do cywilów przez służby porządkowe poskutkowały dotkliwym pobiciem i brutalnym traktowaniem schwytanych milicjantów. Demonstrantom udało się złapać porzuconą ciężarówkę OMON-u z granatnikiem przeciwpancernym w środku. Od tego czasu zwolennicy Rady dysponowali kilkunastoma pojazdami. Ze względów bezpieczeństwa, dowódca wojsk wewnętrznych gen. Anatolij Kulikow nakazał swoim ludziom uzbrojonym jedynie w pałki i tarcze wycofać się i uzbroić w broń palną. W tym czasie Ruckoj ogłosił nowe nominacje – ministrem spraw wewnętrznych został Wasilij Truszyn, a ministrem ds. zadań specjalnych został Andriej Dunajew. W tym czasie poruszając się kolumną ciężarówek zwolennicy Rady kierowali się na Ostankino. W czasie trasy napotykano policjantów, jednak żadna ze stron nie atakowała drugiej.
Tymczasem strona prezydencka podejmowała pierwsze kroki w celu stłumienia buntu. Jelcyn podpisał ukaz o stanie wyjątkowym na terenie Moskwy, a minister obrony gen. Pawieł Graczow postawił w stan gotowości bojowej dywizję tamańską. Co ciekawe, dwa lata wcześniej ta sama dywizja w trakcie Puczu Janajewa wkroczyła do miasta i stanęła po stronie Borysa Jelcyna, który wtedy był prezydentem Rosyjskiej FSRR. Anatolij Kulikow wezwał jednostkę operacyjną „Witiaź” pod dowództwem ppłk Siergieja Łysiuka do obrony Ostankina, której zezwolono na odpowiedzenie ogniem w przypadku strzelaniny z buntownikami. W tym samym czasie w Monasterze Daniłowskim toczyły się negocjacje pomiędzy przedstawicielami obu stron, których arbitrem był Patriarcha moskiewski i całej Rusi Aleksy II.
Członkowie jednostki „Witiaź” przybyli do Ostankina prawie równocześnie z demonstrantami. Jeden z pojazdów staranował bramę umożliwiając ludziom wejście na teren ośrodka. Makaszow przy tym wezwał podległych mu ludzi do nieniszczenia mienia na jego terenie. Protestujący wdarli się do budynku ASK-1 i domagali się emisji na żywo. Pracownicy stacji zasłaniali się brakiem upoważnienia do takiego działania i poszli „skontaktować się z kierownictwem”. Gdy pracownicy przestali się odzywać do Makaszowa, nakazał on swoim ludziom wyjść na ulicę. W tym czasie żołnierze zaczęli zajmować pozycje w budynku telewizyjnym.
Około godziny 18.00 rozpoczął się kontratak sił prezydenckich. W mediach opublikowano dekret o stanie wyjątkowym, a sam Jelcyn wezwał mieszkańców Moskwy do wsparcia jego działań. Pod ratuszem na ul. Twerskiej doszło do wiecu zwolenników Jelcyna, na którym przemawiali m.in. Lew Ponomariow (późniejszy działacz praw człowieka) oraz Anatolij Cyganok, który wezwał ludzi do zaciągania się do oddziałów ludowych (radziecki/rosyjski odpowiednik polskiego ORMO). Zwolennicy prezydenta rozpoczęli stawianie barykad. Garnizon na Ostankinie został wzmocniony dodatkowymi siłami, a ponadto w budynku Rady Najwyższej odcięto prąd.
Około godz. 19.00 zwolennicy Rady Najwyższej skierowali się w stronę budynku ASK-3 w Ostankinie, skąd prowadzone były transmisje. Ludzie zaczęli burzyć bariery. W tym czasie budynek był już bardzo dobrze chroniony – było w nim 480 żołnierzy jednostek uzbrojonych w różnoraki oręż – od pałek, przez karabiny maszynowe i snajperskie przez jeden granatnik RPG-7 i cztery transportery opancerzone. Żołnierzy przekonywano, że ewentualny rozkaz otwarcia ognia jest całkowicie legalny. Makaszow przez megafon zagroził funkcjonariuszom o odpowiedzialności za każdy strzał, nazwał się przedstawicielem legalnego rządu i raz jeszcze zażądał transmisji na żywo. Niezależnie od niego, protestujący powtórzyli manewr spod ratusza i staranowali szklane drzwi Ostankina przy pomocy ciężarówki, jednak nie udało im się wedrzeć do środka. Makaszow dał żołnierzom 2 minuty na wysłanie ich dowódcy na negocjacje, a dla celów psychologicznych nakazał swojemu człowiekowi ze zdobytym wcześniej granatnikiem ustawić się i wycelować w kierunku budynku. Po zauważeniu tej broni jeden z oficerów „Witazia” nakazał swojemu snajperowi cały czas trzymać tego człowieka na muszce. Makaszow postanowił, że sytuację musi skonsultować z Ruckojem i się wycofał.
Kilka minut później w niejasnych okolicznościach przy drzwiach doszło do eksplozji, która sprowokowała żołnierzy broniących Ostankino do otwarcia ognia. Ludzie stojący w pobliżu budynku zostali zmasakrowani przez ostrzał. Karabiny strzelały z kilku pięter. Kilkanaście minut ostrzału poskutkowało wieloma rannymi i 46 zabitymi, wśród których znalazł się także korespondent niemieckiej telewizji ARD. Zgromadzeni próbowali odpowiadać ogniem oraz rzucali koktajlami Mołotowa, jednak nie mieli szans w starciu z taką siłą ognia. Zwolennicy Jelcyna twierdzili, że eksplozja, która sprowokowała żołnierzy do strzelania pochodziła od granatnika rozstawionego na rozkaz Makaszowa, jednak późniejsze śledztwo wykazało, że nikt nie oddał z niego strzału. Najbardziej prawdopodobna jest wersja o tym, że wybuch nastąpił przez strzał z granatnika podlufowego jednego z karabinów żołnierzy „Witiaź”. O 19.26 telewizja przetransmitowała kilkusekundowe wyjaśnienie prezentera Lwa Wiktorowa, który wyjaśnił, że ze względu na szturm Ostankina emisja programów zostaje zakończona. Przerwało to transmisję trwającego wtedy meczu pomiędzy Spartakiem Moskwa a Rotorem Wołgograd. O 19.30 na wniosek premiera Wiktora Czernomyrdina rozkazano, by na ekranie Pierwyjego kanału ukazać planszę z fałszywą informacją, że nadawanie telewizyjne zostało przerwane ze względu na tłum, który wdarł się do budynku, a niezidentyfikowani żołnierze próbowali uszkodzić ośrodek kontroli łączności.
W tym samym czasie nad Białym Domem patrol przeprowadziły helikoptery, a 300 nieuzbrojonych cywilów przybyło do budynku biura Miejskiej Sieci Telefonicznej z żądaniem przywrócenia komunikacji w Domu Sowietów. Pracownicy biura grali na czas, po czym wezwali oddziały prewencji, które rozpędziły tłum. O 20.00 w eter poszedł apel Rady Ministrów, w którym odpowiedzialność za masakrę pod Ostankinem próbowano zrzucić na „elementy przestępcze z Białego Domu”, przez co rząd zmuszony jest do zastosowania siłowych rozwiązań, a także przypomniano trwającym w mieście stanie wyjątkowym. Strona prezydencka zaczęła się jeszcze bardziej dozbrajać. Pod budynek telewizji podjechały uzupełnienia, a wicepremier Gajdar nakazał Przewodniczącemu Obrony Cywilnej Siergiejowi Szojgu przygotować do wydania 1000 sztuk broni. Szojgu zapewnił, że w razie potrzeby broń zostanie wydana zwolennikom Jelcyna. Pod budynkiem Rady Miejskiej na ul. Twerskiej na mitingu zebranych mogło być nawet do 50 tys. stronników prezydenta, z których udało się sformować oddziały, które oddelegowano do ochrony Ostankina, centrum radiowego na ul. Piatnickiej czy redakcji gazety Izwiestija. Poproszono ich, aby wytrzymali przynajmniej do czasu przybycia na miejsce wojska, chociaż pojawiały się głosy ludzi, którzy byli zdolni zostać „do końca”. „Mosfilm” zadeklarował wsparcie w postaci gotowości do przekazania im 100 pojazdów opancerzonych używanych do kręcenia filmów. O 20.30 Gajdar w przemówieniu telewizyjnym wezwał zwolenników Jelcyna z doświadczeniem bojowym do stawienia się przy budynku Rady Miejskiej. Godzinę później Czernomyrdin wraz z kilkoma ministrami utworzył dowództwo operacyjne do utrzymania porządku, którego przewodniczącym został Konstantin Kobiec. Na wiecu zwolenników Jelcyna pojawiają się głosy, aby krwawo stłumić bunt w Radzie Najwyższej. Barykady stały na ulicach Twerskiej, Nikolskiej i Stankiewicza. Uzbrojeni członkowie oddziałów ludowych strzegli też dróg na Kreml. O 21.45 mianowany przez Ruckoja minister Truszyn nakazał uwolnić pojmanych kilka godzin wcześniej pracowników ratusza.
O 22.00 Jelcyn wydał ustne rozkazy przygotowania planu szturmu na Biały Dom. Zbiegło się to w czasie z koncentracją wojska w mieście. Do Moskwy wkroczyły dywizje: Tamańska, Tulska, Kantemirowska, a później także brygady z Sewastopola i Riazania. Żołnierze zaczęli zastępować w ochronie oddziały ludowe i OMON zgromadzonych pod budynkiem Rady Miejskiej. Kwadrans później uspokoiła się sytuacja pod Ostankinem, więc wznowiono emisję programów. Zwolennicy Rady Najwyższej próbowali zdobyć trochę broni, jednak zostali przepędzeni przez wojska wewnętrzne. O 22.30 część zagranicznych dziennikarzy opuściła Biały Dom. Oddziały skoncentrowane przy Ostankinie ostrzeliwały każdy ruch: ludzi, przejeżdżające samochody, a nawet pobliskie budynki, nawet jeśli byli to zwykli przechodnie. Przez doniesienia mediów, które informowały słuchaczy o konieczności obrony centrum telewizyjnego przed „zwolennikami Ruckoja i Chasbułatowa” gromadziło się tam wielu ludzi, nieświadomych tego że żołnierze strzelają do wszystkiego co się zbliża. W nocy przedstawiciele 20 regionów Rosji wystosowali do Czernomyrdina apel o „zaprzestanie przemocy, zaprzestanie ostrzału przez OMON, policję i armię oraz zaprzestanie używania siły do rozwiązywania konfliktów, rzetelność medialną i przestrzeganie konstytucji”. O 23.00 Jelcyn położył się spać w swoim pokoju na Kremlu. Przed północą w radiu Echo Moskwy powielano informacje o tym, że należy się uspokoić, bo Jelcyn zgodził się na jednoczesne wybory parlamentarne i prezydenckie.
O północy doszło do krótkiego starcia pięciu zwolenników Rady Najwyższej z milicją, której udało się odeprzeć napastników i skonfiskować im broń. W Białym Domu na rozkaz Ruckoja panowała godzina policyjna, a na pierwszym piętrze opatrywano rannych.
W mieście przebywało już 50 tys. żołnierzy. Odbył się wiec zwolenników strony prezydenckiej, na której wezwano do „obrony demokracji”. Dowódcy wszystkich okręgów wojskowych zadeklarowali swoją lojalność wobec Jelcyna, jednak nie wszyscy żołnierze przejawiali do niego taki stosunek – w nocy płk Jurij Borodin wraz z ochotnikami ze swojego oddziału przybył pod gmach Rady Najwyższej i oddał się do dyspozycji Ruckoja. Ten nakazał mu obronę dwóch wejść do budynku. Aleksandr Korżakow nakazał swojemu zastępcy, Giennadijowi Zacharowowi, zarysowanie planu wykonania rozkazu Jelcyna. Zacharow opracował plan siłowego stłumienia buntu przy wykorzystaniu jednostek specjalnych „Alfa” i „Wympieł”, a w celu demoralizacji ewentualnego oporu należało oddać strzały z armat czołgowych w wyższe kondygnacje budynku. Plan został zatwierdzony.
Pomimo zawieszenia negocjacji, nocą doszło do skontaktowania się przedstawicielki Rady Najwyższej z Czernomyrdinem w celu ustalenia warunków zakończenia konfliktu. Strona prezydencka odparła jednak, że zaakceptuje jedynie bezwarunkowe złożenie broni przez demonstrantów. Po godz. drugiej w nocy część zwolenników Jelcyna strzegących barykad opuściła swoje stanowiska. Do mediów trafia deklaracja Władimira Żyrinowskiego, przywódcy partii LDPR, który opowiedział się po stronie Kremla. Dwie godziny później Borys Jelcyn obudził się, by zatwierdzić rozkaz szturmu na Dom Sowietów. Generałowi Gieorgijowi Kondradjewowi polecono opracować szczegółowy plan tego przedsięwzięcia najpóźniej do godz. 9 rano.
W czasie gdy obie strony gotowały się do konfrontacji, pod Moskwą doszło do nietypowego incydentu. St. por. Igor Ostapienko, dowódca jednej z jednostek wojskowych, zdecydował się wziąć udział w wydarzeniach po stronie Ruckoja. Wraz ze swoimi ludźmi w liczbie ok. 20 osób chwycił za broń i próbował przetransportować się do Domu Sowietów. Został jednak zatrzymany przed miastem i zginął w strzelaninie z siłami OMON-u.
Po godz. 4.00 w kierunku stolicy ruszyła kolumna czołgów dywizji kantemirowskiej, która miała odegrać w szturmie ważną rolę. O 5.00 Jelcyn odbył spotkanie z oficerami mającymi dowodzić operacją wprowadzenia porządku. W spotkaniu uczestniczyli także dowódcy jednostek „Alfa” i „Wympieł”, którzy zażądali opinii Trybunału Konstytucyjnego, podając w wątpliwość legalność działań prezydenta. Gen. Kondratiew wyznaczył poszczególnym jednostkom ich listę zadań, zawierającą stłumienie punktów ogniowych Białego Domu, odcięcie budynku od przybycia do niego uzupełnień i zapewnienie ewakuacji kobiet i dzieci. Start operacji zaplanowano na godz. 7.00.
Około 6.00 Dom Sowietów otoczono szczelnym kordonem. Gen. Kulikow nadał obrońcom Rady komunikat, że nic nie stanie się osobom, które dobrowolnie złożą broń. W przeciwnym wypadku miały ich dotknąć konsekwencje prawne, a jeśli broń zostałaby użyta przeciw służbom – mieliby zostać zabici. Kordon policyjny zamknął w pobliżu budynku także te osoby, które nie miały nic wspólnego z konfliktem politycznym, a mimo to uniemożliwiono im wyjście.
Jeszcze na dziesięć minut przed rozpoczęciem operacji doszło do strzelaniny. O godz. 7.00 za pomocą flar dano wojsku sygnał do działania. 1700 żołnierzy wyposażonych w 90 transporterów opancerzonych, 80 bojowych wozów piechoty (w tym 60 tzw. BMD, czyli wozów jednostek desantowych) i 10 czołgów rozpoczęło działania. Pojazdy wojskowe przebijały się przez barykady i rozpoczęły ostrzał budynku oraz stojących wokół niego ludzi. Tak niekonwencjonalne działanie okazało się szokiem dla obrońców Rady Najwyższej. Nie opracowali oni szczegółowego planu działania w przypadku szturmu poza mało dopracowanym planem strzelania do jednostek, które wedrą się do środka i wycofywaniem się na wyższe piętra budynku tak długo jak to możliwe. Większość obecnych w Domu Sowietów pracowników jego wydziału bezpieczeństwa zeszła do schronów. W efekcie tylko niewielka grupa ochotników była zdolna stawiać opór w przypadku szturmu parteru. Wbrew sugestiom znajdujących się w budynku lekarzy nie dopancerzono okien tarczami zdobytymi dzień wcześniej w trakcie starcia z policją. Niektóre wejścia zabarykadowano meblami.
Wokół Białego Domu Rady płoną samochody. Wewnątrz budynku i w najbliższym jego otoczeniu (w hotelu Ukraina) są już pierwsi zabici i ranni, w tym osoby postronne. Wojskowe BWP wjechały na plac Wolnej Rosji i rozpoczęły ostrzał, a na prospekcie Kutuzowskiego pozycje zajęły czołgi T-80. W Domu Sowietów nastąpił chaos komunikacyjny. Obrońcy otrzymywali sprzeczne rozkazy co do stawiania oporu. Niektórzy próbowali odpowiadać ogniem przeciwko wojsku. Do piwnic zeszły kobiety i dzieci. Piętra 6 i 7 zostały ostrzelane z CKM-ów. Moskiewskie szpitale masowo transportują rannych. Około godziny 9 rozkaz otwarcia ognia otrzymały czołgi. Ich armaty ostrzelały piętra 12 i 13 w celu wystraszenia obrońców. Powoduje to pożar tych kondygnacji budynku. Według strony prezydenckiej huk dział miał na celu złamanie woli zwolenników Rady bez ryzyka ich śmierci. Kontrowersje dotyczą także typu amunicji wykorzystanej przez czołgi. Jegor Gajdar twierdził, że wystrzelono 10 ślepych pocisków i 2 zapalające, które spowodowały zaprószenie ognia, jednak późniejsza deklaracja rosyjskiego MON-u udowodniła, że wystrzelono 10 pocisków odłamkowo-burzących i 2 podkalibrowe, które nie posiadają ładunku wybuchowego i zazwyczaj używane są do przebijania pancerzy. Aleksandr Ruckoj stwierdził także, że ostrzał z czołgów miał na celu go zabić, bo pociski spadły na biura jego i Chasbułatowa. Ruckoj w rozmowie telefonicznej rozpoczętej w trakcie ostrzału poprosił sędziego Trybunału Konstytucyjnego Walerija Zorkina o kontakt z zagranicznymi ambasadorami w celu ich reakcji. Ponadto za pośrednictwem komórki zadzwonił on do dziennikarzy radiowych „Echa Moskwy”, którzy nadali na żywo jego apel do pilotów o zbombardowanie Kremla.
O 9.00 Jelcyn nadał w telewizyjnym komunikacie, że w Moskwie miał miejsce zamach stanu, którego organizatorzy zostaną skazani, po czym poprosił moskwian o wsparcie moralne. Do Domu Sowietów wkraczają żołnierze jednostek powietrznodesantowych. O 9.40 nad budynkiem pojawiły się śmigłowce wojskowe, które miały wyładować na dachu ewentualny desant. Pierwsi obrońcy gmachu poddają się i opuszczają pozycje. Helikoptery ostrzeliwują dach Białego Domu. O 10.00 pojazdy opancerzone otrzymały zakaz ostrzeliwania niższych kondygnacji budynku ze względu na to, że znajdują się tam żołnierze jednostek projelcynowskich. Obrońcy budynku stracili kontrolę nad pierwszymi trzema piętrami. Z wyższych pięter bucha czarny dym. Jeszcze przed południem na moście nad rzeką Moskwą duża grupa gapiów oglądała toczące się walki.
O 11.00 miała miejsce konferencja prasowa na której szef administracji Jelcyna Siergiej Fiłatow stwierdził, że taki stopień brutalności w tłumieniu buntu jest konieczny, by nie rozniósł się on poza Moskwę, co mogłoby doprowadzić do wojny domowej. Zaprzeczył także doniesieniom o cenzurę prasy, co później okazało się prawdą.
Przed południem w różnych punktach stolicy znajdujących się w pobliżu Rady Najwyższej ostrzał zaczęli niezidentyfikowani strzelcy biorący sobie za cel zarówno siły porządkowe, jak i cywilów. Kilku deputowanych ludowych ogłosiło przejście na stronę Jelcyna. Od 12.15 do 12.50 żołnierze mieli wstrzymać ostrzał, by dać chętnym do tego obrońcom możliwość opuszczenia gmachu. Milicja patroluje obszary przylegające do miejsca działań wojskowych w celu wyłapania osób stojących po stronie Rady Najwyższej. Ich zachowanie było niezwykle surowe. Pobita została np. ochrona prezydenta Kałmucji Kirsana Ilumżynowa, która została fałszywie zidentyfikowana jako buntownicy, nawet pomimo okazania legitymacji służbowych. Zawieszenie broni przedłużono o kolejne pół godziny. Dom Sowietów opuszczają ranni. Oddziały prewencji wypierają gapiów z Mostu Nowoarbackiego. Trwa akcja usuwania niezidentyfikowanych strzelców z ul. Czajkowskiego, ul. 1905 roku, restauracji „Arbat” i z „Sowincentru”. Z przerwania walk skorzystali złodzieje zabierający porzuconą broń i okradający pobliskie samochody i pierwsze piętro Białego Domu. Coraz większe grupy ludzi opuszczają gmach Rady, głównie kobiet. Ludzie zazwyczaj zostają wypuszczani przez OMON bez żadnych represji.
Około 14.00 zabity przez snajpera zostaje Giennadij Siergiejew, członek specjalnej jednostki „Alfa”. Coraz większe grupy ludzi opuszczają Dom Sowietów. O 14.20 na ulicy 1905 roku kilkutysięczny tłum z czerwonymi flagami próbuje wedrzeć się do budynku Rady, jednak zostaje im to uniemożliwione przez milicję. O 14.45 do budynku z białymi flagami wchodzą prezydenci Kałmucji i Inguszetii, by spotkać się z Ruckojem i Chasbułatowem. Ten pierwszy przekazuje im wieść o rzekomo 500 ofiarach rządowego ostrzału. Gdy prezydenci opuścili gmach, ostrzał został wznowiony. O 14.50 Trybunał Konstytucyjny wydał oświadczenie nawołujące do zaprzestania szturmu i rozpoczęcia negocjacji. O 15.00 Jelcyn wyjeżdża do domu.
W godzinach popołudniowych ostrzał się nasilał. Na 16.00 zaplanowany był szturm budynku przez jednostki specjalne „Alfa” i „Wympieł”. Ich przywódcy mieli jednak inne plany. Ppłk Władimir Kielechsajew wszedł do Domu Sowietów i powiedział, że kto zechce, może opuścić budynek wraz z nim. W tym czasie dowódca jednostki „Wympieł”, płk Sierkiej Procenko, poszedł porozmawiać z Ruckojem, który mu oświadczył, że warunkiem złożenia broni jest gwarancja życia wszystkich obrońców. Procenko obiecał mu to zapewnić. Po tym nastąpiło masowe wyjście obrońców z gmachu z bojownikami „Alfy” na czele. Ludzie zostali przepuszczani przez kordony do autobusów i odwożeni. Około godz. 18.00 większość pomieszczeń Białego Domu była już pod kontrolą wojsk prokremlowskich. Pojazdy wojskowe przerwały ogień w kierunku budynku.
Około godziny 19.00 Dom Sowietów opuszczają Ruckoj, Chasbułatow i Aczałow, Barannikow i Makaszow. Wsiadają oni do autobusu, który ma ich przetransportować do aresztu Lefortowo. Tym samym poddali się wszyscy dowódcy strony Rady Najwyższej poza Anpiłowem, który najprawdopodobniej zbiegł. Kilka minut później pod Dom Sowietów przybywają zastępy straży pożarnej. Trwa masowe opuszczanie budynku przy wsparciu żołnierzy grupy „Alfa”. Dochodziło wtedy do sytuacji brutalnego traktowania ludzi przez milicję. Tymczasem siłom prezydenckim udaje się zneutralizować strzelców w budynku redakcji „Moskowskoj Prawdy” oraz na Obwodnicy Sadowej i Prospekcie Nowoarbackim. Na hali sportowej Stadionu Łużniki działa obóz filtracyjny.
Wieczorem lub nocą wszelki opór został zdławiony. Straż pożarna zajęła się ogniem w budynku Rady Najwyższej, a w życie wszedł ukaz Jelcyna „O dodatkowych środkach zapewnienia stanu wyjątkowego w Moskwie”, który wprowadzał godzinę policyjną od 23.00 do 5.00, specjalny reżim wjazdu na teren miasta, zakaz poruszania się po wyznaczonych ulicach bez przepustek oraz zakaz zgromadzeń.
Ze względu na tragiczne wydarzenia, październik 1993 roku nazwany został „czarnym październikiem”.

## Skutki
W wyniku starć śmierć poniosła nieokreślona bliżej liczba ludzi. Według późniejszego śledztwa Dumy Państwowej zginęło 147–156 osób, jednak istnieją źródła podające nawet 700–800 zabitych. Rany odniosło od 350 do 437 osób. Zabici byli głównie (uzbrojeni bądź nie) zwolennicy Rady Najwyższej, jednak były to też przypadkowe osoby. Są też doniesienia o śmierci kilku żołnierzy strony projelcynowskiej.
Na areszt skazani zostali przywódcy buntowników, tzn. Ruckoj, Chasbułatow i gen. Makaszow. W wyniku amnestii z 26 lutego 1994 roku zostali oni jednak ułaskawieni i uwolnieni.
Z urzędu usunięci zostali gubernatorzy obwodów: biełgorodzkiego, briańskiego, nowosybirskiego, czelabińskiego i amurskiego, którzy poparli działania Rady Najwyższej. 7 października ogłoszono dniem żałoby narodowej ze względu na tragiczne wydarzenia mające miejsce kilka dni wcześniej. 12 grudnia odbyły się jednoczesne wybory do nowo utworzonej Dumy Państwowej oraz referendum, w którym na „tak” lub „nie” Rosjanie mieli odpowiedzieć, czy akceptują Konstytucję. 58% opowiedziało się za nowelizacją. Tymczasem wybory parlamentarne niespodziewanie wygrała Liberalno-Demokratyczna Partia Rosji Władimira Żyrinowskiego. Drugie miejsce zajęła proprezydencka frakcja „Wybór Rosji”. Zagraniczni obserwatorzy nie zauważyli naruszeń w trakcie głosowania. Jeden z ówczesnych publicystów zareagował na taki wynik legendarną frazą „Rosjo, zdurniałaś!”.
W wyniku kryzysu doszło do ostatecznego ukształtowania się ustroju politycznego Rosji. Przestała istnieć tzw. „republika sierpniowa”, tj. powstała po puczu moskiewskim z sierpnia 1991 struktura organizacyjna rosyjskiej republiki sowieckiej, a następnie niepodległej Rosji. Wzmocnieniu kosztem parlamentu uległa pozycja prezydenta, który uzyskał uprawnienia porównywalne z prerogatywami ostatniego rosyjskiego cara. Zniknął też urząd wiceprezydenta. Niektórzy badacze (np. Włodzimierz Marciniak) uznają stłumienie kryzysu konstytucyjnego za definitywny koniec procesu rozpadu ZSRR.